# Sportåret 2004

## Händelser
- 19 januari – Svenska Idrottsgalan hålls i Globen.[1]
- 1 juli – I Stockholm återvänder Olympiska elden till Europa.[1]
- 11 augusti – Gunilla Lindberg från Sverige väljs till vice ordförande i IOK.[1]
- 13 augusti–29 augusti –  Olympiska sommarspelen avgörs i Aten. [1]
- 17–29 september – Paralympiska sommarspelen avgörs i Aten.[1]
- 10 december – ISK utser världens främsta idrottare. Roger Federer, Schweiz (tennis) toppar på herrsidan medan före Kelly Holmes, Storbritannien (friidrott) toppar på damsidan.[2]

### Alpin skidsport
- 28 februari – Tanja Poutianinen, Finland tar första finländska damsegern i en världscupdeltävling i slalom.[1]
- 13 mars – Anja Pärson, Sverige säkrar segern i den världscupen.[1]

### Amerikansk fotboll
- 1 februari – New England Patriots vinner Super Bowl XXXVIII (final i den amerikanska fotbollsligan, NFL) över Carolina Panthers i Houston, Texas inför 70 000 åskådare.
- 5 september – Stockholm Mean Machines blir svenska mästare efter att ha besegrat Carlstad Crusaders i SM-finalen på Stockholms stadion med 7–0 efter förlängning.[1]

### Badminton
- 23 april – Mixedparet Fredrik Bergström och Johanna Persson tar brons i EM i badminton i Genève.

### Bandy

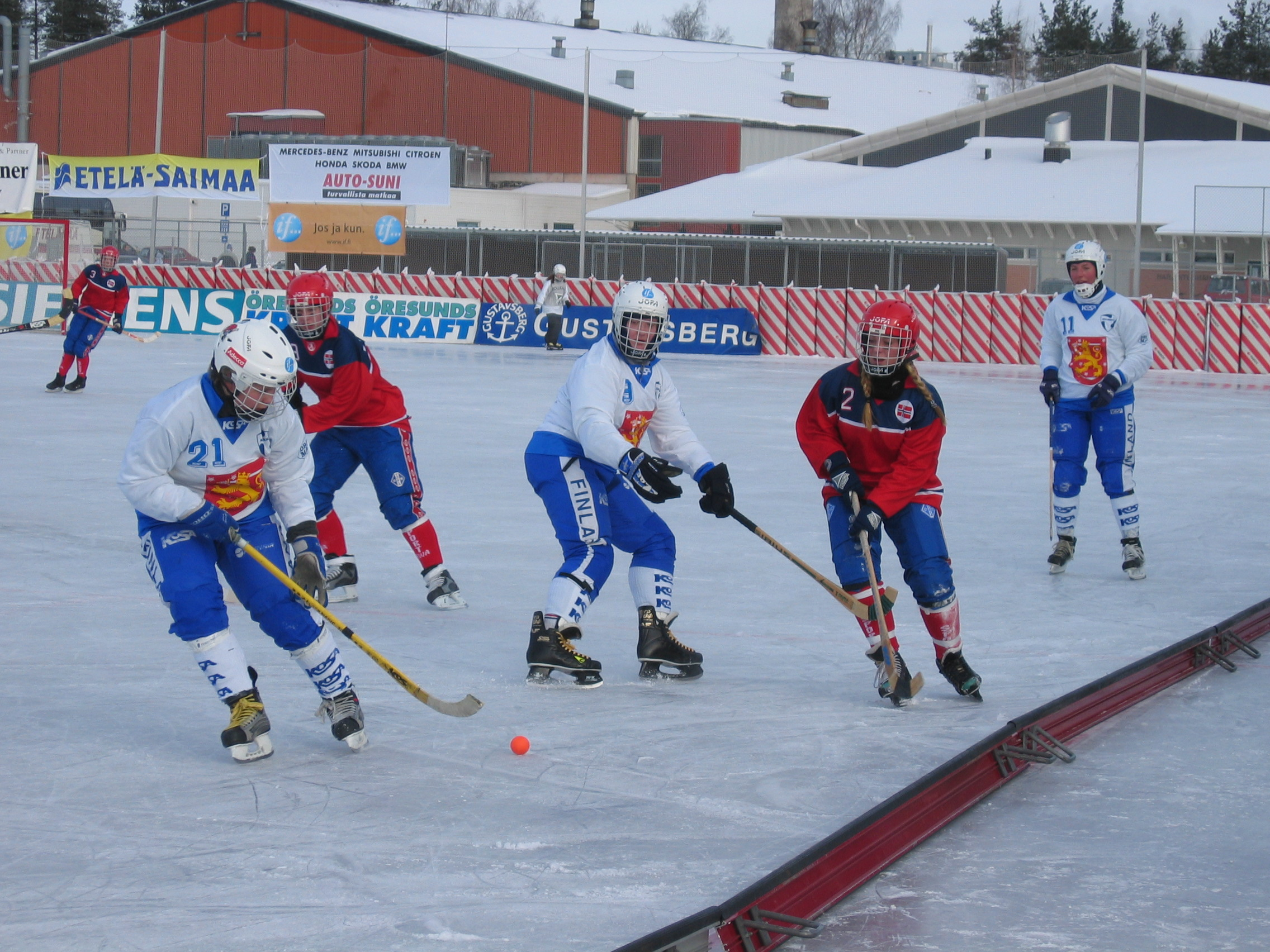
Finland–Norge vid damernas världsmästerskap.

- 8 februari – Vid världsmästerskapet för herrar i Sverige tar Finland sin första världsmästartitel i bandy. I finalen besegras Sverige med 5–4 efter förlängning.[3]
- 22 februari – Sverige vinner världsmästerskapet för damer i Villmanstrand i Finland genom att finalslå Ryssland med 7–0.[4]
- 20 mars – AIK blir svenska mästare för damer genom att i finalen besegra Västerstrands AIK med 4–1 på Studenternas IP i Uppsala.[5][6]
- 21 mars – Edsbyns IF blir svenska mästare för herrar genom att i finalen besegra Hammarby IF med 7–6 på Studenternas IP i Uppsala.[7][8]
- 26 mars – Edsbyns IF och HK Vodnik spelar 10–10 vid en uppvisningsmatch på Streatham Ice Rink i södra London, som ett led i den internationella marknadsföringen av bandysporten.[9][10]
- 12 augusti – IOK ger bandysporten fullt erkännande.[11]
- 31 oktober – HK Vodnik från Ryssland vinner World Cup i Ljusdal genom att i finalen besegra Sandvikens AIK, Sverige med 8–5.[12]

### Baseboll
- 27 oktober – American League-mästarna Boston Red Sox vinner World Series med 4–0 i matcher över National League-mästarna St. Louis Cardinals.[13] Det är Red Sox första World Series-titel sedan 1918.[14]

### Basket
- 14 april – Plannja blir svenska herrmästare genom att vinna finalserien mot Norrköping Dolphins. [1]
- 21 april – Solna Vikings blir svenska dammästare genom att vinna finalserien mot Brahe Basket.[1]
- 15 juni – Detroit Pistons vinner NBA-finalserien mot Los Angeles Lakers.[15]
- 28 augusti – De olympiska turnerinarna avgörs i Aten. Argentina vinner herrfinalen mot Italien med 84–60.[16] medan USA vinner damfinalen mot Australien med 74–63.[17]

### Beachvolleyboll
- 1 augusti – Andreas Gilbertsson/Robert Svensson, Göteborgs BC, vinner SM i beachvolleyboll
- 1 augusti – Karin Lundqvist/Sara Uddståhl, Umeå BC/IKSU Beach, vinner damernas SM i beachvolleyboll.

### Bordtennis
- 5 mars – De svenska herrarna, Peter Karlsson, Jens Lundquist och Jörgen Persson, får delat brons i lag-VM i bordtennis i Qatar.
- 20 mars – Råå BTK blir svenska mästare i bordtennis för damer.
- 28 mars – Fredrik Håkansson, Halmstad BTK, blir svensk mästare i bordtennis för herrar.
- 28 mars – Carina Johnsson, BTK Rekord, blir svensk mästare i bordtennis för damer.
- 24 april – Malmö FF blir svenska mästare i bordtennis för herrar.

### Bowling
- 2 maj – Team Pergamon med Martin Larsen och Tore Torgersen blir svenska mästare i bowling.
- 2 maj – Örgryte IS damer åttamannalag blir svenska mästare i bowling.

### Boxning
- 6 februari – Frida Wallberg, Sverige gör proffsdebut och vinner redan i första ronden efter att hennes motståndare Maribel Santana, Dominikanska republiken givit upp. Matchen går i Köpenhamn. [1]
- 30 juli – Danny Williams vinner tungviktsmatchen över Mike Tyson på knockout i Louisville, Kentucky.
- 9 december – TV 3 lägger av ekonomiska skäl ned sitt proffsboxarstall med ett 20-tal boxare från Danmark, Finland, Norge och Sverige. Man kommer fortsätta sända proffsmatcher, men inte längre vara med och arrangera galorna.[2]
- 12 december – Vitali Klitsjko knockar den brittiske utmanaren Danny Williams och behåller sin VM-titel i tungvikt.

### Brottning
- 10 april – 17-åriga Helena Allandi tar guld i 59-kilosklassen i EM i brottning i Haparanda.
- 11 april – Ida-Theres Karlsson, tar guld i 55-kilosklassen i EM i brottning i Haparanda.

### Bågskytte
- 10 juli – Lindome BK vinner SM i bågskytte.
- 11 juli – Magnus Petersson, Lindome BK, vinner SM i bågskytte.

### Cricket
- 13 april – Västindiska lagkaptenen Brian Lara noterar nytt världsrekord och gör 400 poäng i en inning mot England.[1]

### Curling

#### VM
- Sverige blir världsmästare i Gävle för herrar före Tyskland med  Kanada på tredje plats. Sverige representeras av lag Peja Lindholm.[1]

- Kanada  vinner VM för damer före Norge med Schweiz på tredje plats. Sverige med Lag Norberg blir sjätte lag.

#### EM
- 11 december
  - Sveriges Lag Norberg: Anette Norberg, Eva Lund, Cathrine Lindahl och Anna Bergström, tar för fjärde gången i rad guld i Europamästerskapet för damer i Sofia före Schweiz och Norge.
  - Tyskland vinner Europamästerskapet för herrar Sofia före Sverige med Norge på tredje plats. Sverige representeras av lag Peja Lindholm.[2]

### Cykel
- 11 april – Magnus Bäckstedt, Sverige, vinner  Paris–Roubaix. [1]
- 25 juli – Lance Armstrong, USA, vinner Tour de France för sjätte året i rad. [1]

- Damiano Cunego, Italien vinner Giro d'Italia
- Roberto Heras, Spanien vinner Vuelta a España för tredje gången

### Drakbåtspaddling
- Den 30 juli–1 augusti gick drakbåts-EM för landslag 2004 i Stockton-on-Tees i Storbritannien.
- Den 20–24 oktober gick drakbåts-VM för landslag 2004 i Shanghai i Kina.

### Fotboll
- 23 januari – Umeå IK:s Hanna Ljungberg sliter av korsbandet i knät på träning, och tvingas vila i sex månader. [1]
- 14 februari – Tunisien vinner afrikanska mästerskapet för herrar i Tunisien genom att besegra Marocko med 2–1 i finalen i Radès.[18]
- 29 april – San Marinos herrar vinner sin första match någonsin, mot Liechtenstein med 1–0 i Serravalle.[19]
- 15 maj
  - Fifa meddelar att Sydafrika får arrangera VM 2010.[20]
  - Arsenal FC vinner engelska Premier League.[21] Laget går obesegrade genom serien, som första lag sedan Preston North End säsongen 1888/1889.
  - Fenerbahçe SK vinner Süper Lig, och blir därmed turkiska mästare.[22]
- 16 maj
  - AC Milan vinner italienska Serie A.[23]
  - AFC Ajax vinner Eredivisie, och blir därmed nederländska mästare i fotboll.[24]
- 17 maj – Geert den Ouden gör sin sista match för Djurgårdens IF.[1]
- 19 maj – Valencia vinner UEFA-cupen efter finalvinst mot Olympique de Marseille med 2–0 på Nya Ullevi i Göteborg.[25]
- 22 maj
  - Manchester United FC vinner FA-cupfinalen mot Millwall FC med 3–0 på Millennium Stadium i Cardiff.[26]
  - Lyon vinner franska Ligue 1.[27]
  - SV Werder Bremen vinner tyska Bundesliga.[28]
- 23 maj – Valencia CF vinner La Liga, och blir därmed spanska mästare.[29]
- 26 maj – FC Porto vinner UEFA Champions League genom att i finalen besegra AS Monaco med 3–0 på AufSchalke Arena i Gelsenkirchen.[25]
- 29 maj – FC Köpenhamn blir danska mästare.[30]
- 30 maj – Publiksnittet i Damallsvenskan rapporteras öka för sjunde året i rad.[1]
- 5 juni – Umeå IK vinner UEFA Women's Cup genom att besegra 1. FFC Frankfurt i finalerna.[31]
- 8 juni – Italien vinner U21-Europamästerskapet i Tyskland genom att besegra Serbien och Montenegro med 3–0 i finalen i Bochum.[32]

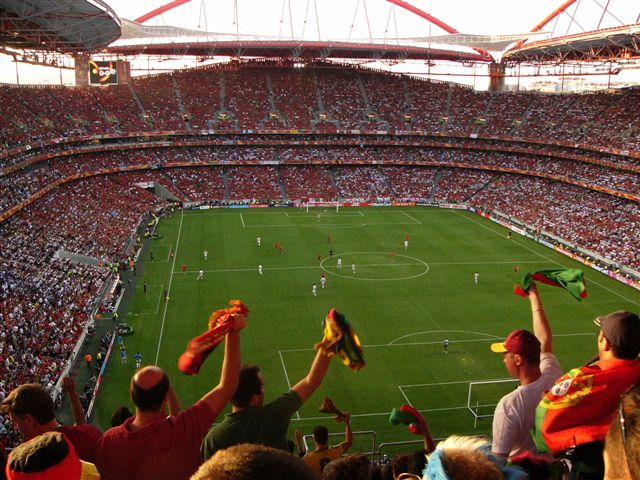
Grekland besegrar Portugal i finalen av Europamästerskapet.

- 12 juni–4 juli – Europamästerskapet för herrar spelas i Portugal och vinns av Grekland, som besegrar Portugal med 1–0 i finalen på Estádio da Luz i Lissabon.[33][34]
- Juli – Lars Lagerbäck och Roland Andersson efterträder Tommy Söderberg och Lars Lagerbäck som det svenska svenska herrlandslagets förbundskaptener.
- 25 juli – Brasilien vinner Copa América genom att vinna finalen mot Argentina med 4–2 på straffar efter 2–2 i ordinarie speltid och förlängning i Lima.[35]
- 2 augusti – 
  - Italienska fotbollsklubben SSC Napoli försätts i konkurs.
  - Sveriges finansminister Bosse Ringholm erkänner att fotbollsklubben Enskede IK, där han är ordförande, skattefuskat. [1]
- 7 augusti – Japan vinner asiatiska mästerskapet för herrar i Kina genom att besegra Kina med 3–1 i finalen i Peking.[36]
- 12 augusti – Franske spelaren Zinedine Zidane meddelar att han lämnar franska landslaget.[1]
- 26 augusti – USA vinner damernas olympiska turnering genom att i Aten finalslå Brasilien med 2–1.[37]
- 28 augusti – Argentina vinner herrarns olympiska turnering genom att finalbesegra Paraguay med 1–0 i Aten.[38]
- 31 augusti – 
  - Manchester United FC värvar Wayne Rooney från Everton FC för ca 330 miljoner SEK.
  - Juventus FC värvar Zlatan Ibrahimović från AFC Ajax.[1]
- 21 september – Pelés VM-tröja från VM 1958 i Sverige säljs på Christie's aktion för 780 000 svenska kronor.[1]
- 4 oktober – IFK Göteborg fyller 100 år. En jubileumsmatch spelas mot Djurgårdens IF på Ullevi med start klockan 19:04. Matchen slutar 2–0 till hemmalaget.
- 14 oktober – Thomas Dennerby blir ny assisterande förbundskapten för Sveriges damer.[2]
- 23 oktober
  - Superettan spelas färdigt, och BK Häcken och Gefle IF kvalificerar sig för Allsvenskan 2005.
  - Ljungskile SK och Degerfors IF kvalificerar sig för Superettan 2005.
- 24 oktober
  - Djurgården/Älvsjö blir svenska dammästare.[39]
  - Mjällby AIF är klart för Superettan 2005.
- 28 oktober – BK Häckens tränare Jörgen Lennartsson blir förbundskapten för Sveriges U21-landslag i fotboll.
- 30 oktober – Malmö FF blir svenska herrmästare.[40]
- 6 november
  - Djurgårdens IF vinner Svenska cupen för herrar genom att finalslå IFK Göteborg med 3–1 på Råsunda fotbollsstadion i Solna.[41][42]
  - Djurgården/Älvsjö vinner Svenska cupen för damer genom att finalslå Umeå IK med 2–1 på Råsunda fotbollsstadion i Solna.[39][43]
- 7 november – Örgryte IS vinner det allsvenska kvalet mot Assyriska FF sammanlagt och spelar därmed i Fotbollsallsvenskan 2005.
- 8 november – Svenska Fotbollförbundets licensnämnd bestämmer sig för att flytta ner Örebro SK till Superettan.[1]
- 11 november
  - Första matcherna i Royal League spelas.[44]
- Rikard Norling skriver tvåårskontrakt med AIK.[2]
- 15 november – FC Internazionale värvar Goran Slavkovski från Malmö FF.[2]
- 20 november – FC Barcelonas Henrik Larsson sliter av främre korsbandet i vänster knä under matchen mot Real Madrid.[2]
- 8 december – FC Café Opera och Väsby IK FK går samman under namnet Väsby United. [2]
- 12 december – CA Newell's Old Boys blir argentinska mästare. [2]
- 20 december – Brasiliern Ronaldinho och tyskan Birgit Prinz utses till Världens bästa fotbollsspelare på herr- respektive damsidan. [2]
- Okänt datum – Kopparbergs/Landvetter IF:s allsvenska damlag flyttar till Göteborg och byter namn till Kopparbergs/Göteborg FC.
- Okänt datum – Andrij Sjevtjenko, Ukraina, utses till Årets spelare i Europa.
- Okänt datum – Carlos Tévez, Argentina, utses till Årets spelare i Sydamerika.
- Okänt datum – Samuel Eto'o, Kamerun, utses till Årets spelare i Afrika.
- Okänt datum – Ali Karimi, Iran, utses till Årets spelare i Asien.
- Okänt datum – Tim Cahill, Australien, utses till Årets spelare i Oceanien.

### Friidrott
- 12 februari – GE-galan avgörs i Globen i Stockholm.[1]
- 5 mars–7 mars – Inomhusvärldsmästerskapen avgörs i Budapest.[1]
- 7 mars – Christian Olsson, Sverige sätter nytt världsrekord i Tresteg för herrar med 17.83 meter vid Inomhusvärldsmästerskapen i Budapest.
- 11 maj – Kelli White från USA stängs av i två år för doping, och erkänner.[1]
- 15 maj – Mustafa Mohamed vinner Göteborgsvarvet. Kiprono Leah, Kenya, blir bästa kvinna.
- 5 juni – Joseph Riri från Kenya vinner herrklassen och Rita Jeptoo Sitienei från Kenya vinner damklassen vid Stockholm Marathon. [1]
- 18 juli – Kajsa Bergqvist, Sverige skadas i Båstad och missar olympiska spelen.[1]
- 21 augusti – Carolina Klüft vinner OS-guld i sjukamp.
- 22 augusti – Stefan Holm vinner OS-guld i höjdhopp.
- 22 augusti – Christian Olsson vinner OS-guld i tresteg.
- 30 augusti – Thomas Engdahl efterträder Ulf Karlsson som förbundskapten.
- 11–12 september – Finnkampen avgörs på Nya Ullevi. Sverige vinner herrkampen med 217–191, och damkampen med 228,5–178,5.[1]
- 19 september – Christian Olsson, Sverige vinner längdhopp för herrar vid tävlingar i Berlin och prispengar på 17,5 miljoner svenska kronor vid Golden League. [1]
- 31 december – Robert Kipkoech Cheruiyot, Kenya vinner herrklassen och Lydia Cheromei, Kenya vinner damklassen vid Sylvesterloppet i São Paulo.[45]
- Timothy Cherigat, Kenya vinner herrklassen vid Boston Marathon.[46] medan Catherine Ndereba, Kenya, vinner damklassen.[47]

### Golf

#### Herrar
- 7 september – Vijay Singh, Fiji, tar för första gången ledningen i golfens världsranking efter att Tiger Woods haft ledningen i 264 veckor.
- 6 oktober – USA:s Tiger Woods gifter sig med svenske Jesper Parneviks tidigare barnflicka Elin Nordegren.[2]
- 25 november – Phil Mickelson, USA, vinner PGA Grand Slam. [2]

- Mest vunna prispengar på PGA-touren:  Vijay Singh, Fiji, med 7 349 907$
- Mest vunna prispengar på Champions Tour (Senior-touren): Craig Stadler, USA, med 2 306 066$

##### Majorsegrare
- Masters – Phil Mickelson, USA
- 21 juni – Retief Goosen, Sydafrika vinner US Open.[1]
- British Open – Todd Hamilton, USA
- PGA Championship – Vijay Singh, Fiji

#### Damer
- 19 januari – Annika Sörenstam får Jerringpriset för sina insatser 2003.[1]
- 5 april – Annika Sörenstam, Sverige, vinner Office Depot i Los Angeles, hennes 50:e golftävling i den amerikanska damtouren LPGA.[1]
- 7 november – Annika Sörenstam, Sverige, vinner Mizuno Classic i Japan för fjärde gången i rad.[2]
- 20 november – Annika Sörenstam, Sverige, vinner USA-tourfinalen i West Palm Beach.[2]

- Mest vunna prispengar på LPGA-touren:  Annika Sörenstam, Sverige, med 2 029 506$.

##### Majorsegrare
- Kraft Nabisco Championship – Grace Park, Sydkorea
- 14 juni – Annika Sörenstam, Sverige, vinner  LPGA Championship.[1]
- US Womens Open – Meg Mallon, USA
- Weetabix Womens British Open – Karen Stupples, USA

### Gymnastik
- 1 maj – Alina Kozich, Ukraina, tar EM-guld i gymnastik.
- 22 maj – KFUM Stockholm blir svenska mästare i truppgymnastik

### Handboll
- 1 februari – Tyskland vinner Europamästerskapet för herrar genom att finalbesegra Slovenien med 30–25 i Ljubljana.[48]
- 24 april – IFK Skövde vinner EHF Challenge Cup och blir historiskt. Senast ett svenskt lag vann var 1959.
- 5 maj – Skuru IK blir svenska dammästare genom att vinna finalserien mot Eslövs IK.[1]
- 9 maj – IK Sävehof blir svenska herrmästare genom att vinna finalserien mot Redbergslids IK med 3–0 i matcher.[1]
- 11 maj – Handbollsklubben GIK Wasaiterna läggs ned p.g.a. konkurs
- 6 juni – Bengt ”Bengan” Johanssons sista dag som förbundskapten för Sveriges herrlandslag i handboll.
- 30 juni – Ingemar Linnéll blir ny förbundskapten för Sveriges herrlandslag i handboll efter Bengt ”Bengan” Johansson.
- 29 augusti – De olympiska finalerna spelas i Aten. Kroatien vinner herrfinalen mot Tysklands med 26–24.[49] medan Danmark vinner damfinalen mot Sydkorea på straffkast efter 34–34.[50]
- 21 november – Sverige vinner World Cup genom att finalslå Danmark med 27–23 i Göteborg.[51]
- 19 december – Norge vinner Europamästerskapet för damer genom att finalbesegra Danmark med 27–25 Budapest.[52]

### Hästsport

#### Ridsport
- 28 oktober – Tyske ryttaren Ludger Beerbaum mister sitt olympiska guld från 2004 då hans häst avslöjats dopad.[2]

#### Travsport
- 3 oktober – Svenskt travkriterium avgörs på Solvalla travbana.[2]

### Inline hockey
- 3 juli – Charlestown Force från Karlstad blir svenska inlinemästare.

### Innebandy
- 17 april
  - Balrog IK blir svenska herrmästare genom att besegra AIK med 6–5 i finalen på Hovet i Stockholm.[53]
  - Örnsköldsviks SK blir för första gången svenska dammästare i innebandy, genom att besegra Södertälje IBK med 3–2 i finalen på Hovet i Stockholm.[54]
- 23 maj – Sverige blir herrvärldsmästare i Schweiz genom att ge Tjeckien stryk med 6–4 i finalen i Eishalle Schluefweg i Zürich. Finland tar brons.[55]
- 1 juli – Kristina Landgren och Ulf Hallstensson blir förbundskaptener för svenska herrlandslaget. De efterträder Peter Kokocha.

### Ishockey
- 4 januari – USA vinner juniorvärldsmästerskapet i Helsingfors och Tavastehus genom att finalslå Kanada med 4–3.[56] och vinner därmed titeln för första gången.
- 2 februari – Conny Evensson, tränare för Frölunda HC, tvingas avsluta sin karriär på grund av sjukdom.[57]
- 9 mars – Steve Moore i Colorado Avalanche blir nedslagen av Todd Bertuzi i Vancouver Cannucks, sedan Vancouver Cannucks lovat att hämnas Steve Moores attack på Markus Näslund den 16 februari. Polisanmälan väntar.[1]
- 14 mars – AIK:s damlag blir svenska mästare.[58]
- 19 mars – Magnus Wernblom, som spelat 14 säsonger och 647 matcher i Modo Hockey, skriver kontrakt med Skellefteå AIK Hockey.
- 4 april – Kanada vinner världsmästerskapet för damer i Kanada genom att finalslå USA med 2–0 i Halifax.[59]
- 10 april – Kvalserien avslutas. Malmö Redhawks vinner serien före Mora IK, och båda lagen avancerar till Elitserien för första gången säsongen 2004/2005. Leksands IF flyttas ner till Hockeyallsvenskan.[60]
- 11 april – HV71 blir svenska herrmästare efter slutspelsvinst över Färjestads BK med 4 matcher mot 3.[60]
- 11 april – Kärpät Uleåborg blir finländska herrmästare efter 3–1 i matcher mot TPS Åbo.[61]
- 24 april–9 maj – Världsmästerskapet för herrar spelas i Tjeckien, och vinns av Kanada för Sverige och USA.[62]
- 3 juni – Svenska Ishockeyförbundets styrelse beslutar att flytta ned AIK till division 1. Klubben har inte åkt ur Allsvenskan rent sportsligt, men bedöms inte uppfylla de fastställda ekonomiska villkoren för spel i Allsvenskan.[63]
- 8 juni – Tampa Bay Lightning vinner Stanley Cup genom att i finalspelet besegra Calgary Flames med 4–3 i matcher.[64]
- 12 juni – Christer Englund efterträder Kjell Nilsson som ordförande för Svenska Ishockeyförbundet.[65]
- 14 september – Kanada vinner World Cup genom att finalslå Finland med 3–2 i Toronto.[66]
- 15 september – NHL lockoutar sina spelare.
- 23 september – Svenska herrlandslagets förbundskapten Hardy Nilsson får sparken och ersätts tillsvidare av landslagschefen Claes-Göran Wallin.[67]
- 25 september – Asia League Ice Hockey startar, en asiatisk ishockeyliga med lag från Japan, Kina, Ryssland och Sydkorea.
- 26 september – Stockholm A vinner TV-pucken genom att vinna finalen mot Västmanland i Kempehallen i Örnsköldsvik med 2–1.[68]
- 14 november – Finland vinner Karjala Tournament genom vinst över Sverige med 5–2.[69]
- 15 november – Curt Lindström blir åter tränare i Finland, nu för FM-ligalaget Ilves från Tammerfors.[70]

### Kanot
- 12 juli – Markus Oscarsson vinner K1 1000 m i SM i kanot i Luleå.
- 13 juli – Henrik Nilsson och Royne Myrman, Nyköpings kanotklubb, vinner K2 500 m i SM i kanot.
- 13 juli – Moa Tyborn och Maria Lindmark, Kungälvs Kanotklubb, vinner damernas K2 500 m i SM i kanot.

### Karting
- 1 augusti – Daniel Roos, SMK Sundsvall, vinner SM i karting (Intercontinental A)
- 1 augusti – Johnny Öberg, GKRC Team 13, vinner SM i karting (Intercontinental A Junior)
- 1 augusti – Mattias Ekman, Södertälje KRC, vinner SM i karting (Intercontinental C)

### Konståkning
- 29 februari – Team Surprise vinner SM i teamåkning.
- 3 april – Team Surprise tar silver i VM i teamåkning i Zagreb.

### Kälkhockey
- 24 april – Norge vinner VM i kälkhockey, USA kommer tvåa och Sverige trea.

### Längdskidåkning
- 7 mars – Anders Aukland, Norge, vinner herrklassen medan Sofia Lind, Åsarna SK vinner damklassen då Vasaloppet avgörs.[71]

### Motorsport
- 18 januari – Vid Dakarrallyt vinner Stéphane Peterhansel, Frankrike, bilklassen. [1]
- 8 februari – Sébastien Loeb, Frankrike, vinner  Svenska rallyt efter 50 år av enabrt segrare från antingen Sverige eller Finland.

- 17 februari – Björn Wirdheim blir test- och reservförare i Jaguar Racings Formel 1-stall.
- 13 juni – Tom Kristensen, Rinaldo Capello och Seiji Ara vinner Le Mans 24-timmars med en Audi R8.
- 3 juli – Tony Rickardsson, Masarna, Avesta, blir för sjunde gången svensk mästare i speedway.
- 6 augusti – Hammarby IF besegrar Eldarna med 56–39 i Stockholms första toppderby på 20 år.[1]
- 7 augusti – Sverige vinner lagvärldsmästerskapet i speedway.
- 29 augusti – Michael Schumacher säkrar segern i Formel 1-VM.
- 17 september – Jaguar Racing och Cosworth Racing meddelar att de lämnar Formel 1 efter säsongen.
- 26 september – Rubens Barrichello vinner det första Kinas Grand Prix före Jenson Button och Kimi Räikkönen.
- 29 september – VMS Elit från Vetlanda blir svenska mästare i speedway.
- 3 oktober – Mattias Ekström blir mästare i Deutsche Tourenwagen Masters.
- 17 oktober – Sébastien Loeb från Frankrike vinner Rally-VM.
- 24 oktober – Juan Pablo Montoya vinner säsongsavslutande Brasiliens Grand Prix före Kimi Räikkönen och Rubens Barrichello.

### Orientering
- 14 juli – Emil Wingstedt tar guld i sprint i EM i orientering.
- 16 juli – Kalle Dalin tar guld i långdistansen i EM i orientering.
- 18 juli – Det svenska orienteringslandslaget, Karolina A Höjsgaard, Jenny Johansson och Gunilla Svärd, tar guld i damernas stafett i EM i orientering.
- 23 juli – Valentin Novikov vinner H21SE i O-Ringen.
- 23 juli – Jenny Jonasson, Ulricehamns OK, vinner D21SE i O-Ringen.
- 11–19 september – Världsmästerskapen avgörs i Västerås.[72]
- 16 september – Karolina A Höjsgaard tar guld i VM i orientering, långdistans.

### Ridning
- 17 februari – Svenska hoppryttarinnan Helena Lundbäcks sju tävlingshästar, vilka varit instängda ett dygn på färjan Stena Nautica sedan kollisionen med lastfartyget Joanna, räddas då färjan bogseras in till kajen i Varberg. De 91 passagerarna och de 37 personerna ur besättningen har förts i land innan.[1]
- 6 juni – Katrin Norling vinner SM i fälttävlan

### Rugby
- 2 oktober – Stockholm Exiles RFC blir svenska mästare på både herr- och damsidan efter finalsegrar över Enköpings RK (13–6) respektive Atilla RG (32–3). [2]

### Segling
- 16 maj – Therese Torgersson och Vendela Zachrisson vinner VM i 470 för damer vid VM i segling i Kroatien.
- 16 maj – Johan Molund och Martin Andersson tar silver i VM i 470 för herrar vid VM i segling i Kroatien.
- 13 juni – Martin Castling och Richard Westling vinner SM i 420 vid OS-SM i Malmö.
- 13 juni – Axel Netterlid och Jonas Lindberg vinner SM i 49er vid OS-SM i Malmö.
- 13 juni – Emma Jönsson vinner SM i Europajolle för damer vid OS-SM i Malmö.
- 13 juni – Per Thorsell vinner SM i Europajolle för herrar vid OS-SM i Malmö.
- 13 juni – Daniel Birgmark vinner SM i Finnjolle vid OS-SM i Malmö.
- 13 juni – Karl Sunesson vinner SM i Laser vid OS-SM i Malmö.
- 13 juni – Niclaus Holm och Claus Olesen vinner SM i Starbåt vid OS-SM i Malmö.
- 13 juni – Martin Strandberg och Kristian Mattson vinner SM i Tornado vid OS-SM i Malmö.
- 13 juni – Petter Klang, Malin Planander och Mattias Dahlström vinner SM i Yngling vid OS-SM i Malmö.
- 13 juni – Paige Railey, USA vinner SM i Laser Radial vid OS-SM i Malmö
- 30 juni – Trimaranen Academny med skepparen Knut Frostad vinner Gotland runt.[1]
- 29 december – Nicorette vinner Sydney to Hobart Yacht Race.[1]

### Simhopp
- 8 februari – Anna Lindberg tar guld i EM i simhopp för mästare i Stockholm.
- 10 juli – Anna Lindberg vinner SM i simhopp på enmeterssvikten.
- 11 juli – Anna Lindberg vinner SM i simhopp på tremeterssvikten.
- 16 juli – Anna Lindberg blir nordisk mästare i simhopp på enmeterssvikten.

### Simning
- 10 mars – Emma Igelström, Sverige meddelar att hon gör ett uppehåll från simningen på obestämd tid.[1]
- 10 maj – Svenskorna Johanna Sjöberg, Gabriella Fagundez, Cathrin Carlzon och Josefin Lillhage tar brons på 4×100 m frisim vid långbane-EM i Madrid.
- 12 maj – Maria Östling tar brons på 100 m bröstsim vid långbane-EM i Madrid.
- 13 maj – Sverige tar brons i damernas lagkapp, 4×200 meter frisim vid långbane-EM i Madrid.
- 14 maj – Maria Östling tar guld på 50 m bröstsim vid långbane-EM i Madrid.
- 15 maj – Josefin Lillhage tar brons på 200 meter frisim vid långbane-EM i Madrid.
- 16 maj – Svenska lagkappslaget med Martina Svensson, Maria Östling, Johanna Sjöberg och Josefin Lillhage tar silver på 4×100 meter medley vid långbane-EM i Madrid.
- 16 maj – Therese Alshammar tar guld på 50 meter frisim vid långbane-EM i Madrid.
- 16 maj – Stefan Nystrand tar silver på 50 meter frisim vid långbane-EM i Madrid.
- 7 oktober – Svenska simlandslaget tar brons i dam-stafetten på 4×200 frisim vid kortbane-VM i Indianapolis, Indiana, USA.
- 12 oktober – Josefin Lillhage tar guld på 200 m frisim vid kortbane-VM i Indianapolis, Indiana, USA.
- 10 december – Josefin Lillhage tar brons på 100 m frisim vid kortbane-EM i Wien.
- 10 december – Anna-Karin Kammerling tar guld på 50 m fjäril vid kortbane-EM i Wien.
- 10 december – Svenska lagkappslaget med Lina Petersson, Anna-Karin Kammerling, Josefin Lillhage och Claire Hedenskog tar brons på 4×50 meter frisim vid kortbane-EM i Wien.
- 11 december – Svenska lagkappslaget med Emelie Kierkegaard, Sanja Dizdarevic, Anna-Karin Kammerling och Josefin Lillhage tar brons på 4×50 meter medley vid kortbane-EM i Wien.
- 12 december – Josefin Lillhage tar guld på 200 m frisim vid kortbane-EM i Wien.

### Skidorientering
- 9–16 februari – Världsmästerskapen avgörs i Åsarna och Östersund.[73]

### Skytte
- September – I de paralympiska spelen i Aten tar Jonas Jacobson fyra guldmedaljer, liggande luftgevär, liggande frigevär, 50 m frigevär och stående luftgevär. Han sätter dessutom flera världsrekord.
- 27 november – Jonas Jacobsson utses till Årets sportskytt 2004 av Svenska Sportskytteförbundet. [2]

### Snooker
- 3 maj – Ronnie O'Sullivan, England, blir världsmästare i snooker.

### Squash
- 17 oktober – Svenska mästerskapen
  - Final herrar: Christian Drakenberg–Badr Abdel Aziz, 9–2 9–2 9–5
  - Final damer: Anna-Carin Forstadius–Jenny Åkerwall, 9–3 10–8 9–1
- 21 mars – Team Göteborg blir svenska mästare i squash.

### Sällskapsspel
- 16 maj – Mattias Björklund, Staffanstorp, blir svensk mästare i Monopol.

### Tennis
- 19 januari–1 februari – Australiska öppna
  - Final herrsingel: Roger Federer–Marat Safin, 7–6 6–4 6–2
  - Final damsingel: Justine Henin-Hardenne–Kim Clijsters, 6–3 4–6 6–3
- 24 maj–6 juni – Franska öppna
  - Final herrsingel: Gastón Gaudio–Guillermo Coria 0–6 3–6 6–4 6–1 8–6
  - Final damsingel: Anastasija Myskina–Jelena Dementieva 6–1 6–2
  - Final herrdubbel: Xavier Malisse och Olivier Rochus–Michael Llodra och Fabrice Santoro, 7–5 7–5
  - Final damdubbel: Virginia Ruano Pascual och Paola Suárez–Svetlana Kuznetsova och Jelena Lichovtseva, 6–0 6–3
  - Final mixeddubbel: Cara Black och Wayne Black–Tatjana Golovin och Richard Gasquet, 3–6 7–6 6–4
- 21 juni–4 juli – Wimbledon
  - Final herrsingel: Roger Federer–Andy Roddick, 4–6 7–5 7–6 6–3
  - Final damsingel: Maria Sjarapova–Serena Williams, 6–1 6–4
  - Final herrdubbel: Jonas Björkman och Todd Woodbridge–Julian Knowle och Nenad Zimonjic, 6–1 6–4 4–6 6–4
  - Final damdubbel: Cara Black och Rennae Stubbs–Liezel Huber och Ai Sugiyama, 6–3 7–6
  - Final mixeddubbel: Cara Black och Wayne Black–Alicia Molik och Todd Woodbridge, 3–6 7–6 6–4
- 3–11 juli – Synsam Swedish Open
  - Final herrsingel: Mariano Zabaleta–Gaston Gaudio, 6–1 4–6 7–6
  - Final herrdubbel: Jonas Björkman och Mahesh Bhupathi–Simon Aspelin och Todd Perry, 4–6 7–6 7–6
- 3–11 juli – Stefan Edberg och Steffi Graf väljs in i tennisens Hall of Fame.
- 30 augusti–13 september – US Open
  - Final herrsingel: Roger Federer–Lleyton Hewitt, 6–0 7–6 6–0
  - Final damsingel: Svetlana Kuznetsova–Jelena Dementieva, 6–3 7–5
  - Final herrdubbel: Mark Knowles och Daniel Nestor–Laender Paes och David Rikl, 6–3 6–3
  - Final damdubbel: Virginia Ruano Pascual och Paula Soarez–Svetlana Kuznetsova och Jelena Lichovtseva, 6–4 7–5
  - Final mixeddubbel: Vera Zvonarjova och Bob Bryan–Alicia Molik och Todd Woodbridge, 6–3 6–4
- 10 oktober – Robin Söderling vinner ATP-turneringen i Lyon
- 23–31 oktober – if... Stockholm Open
  - Final herrsingel: Thomas Johansson, Sverige–Andre Agassi, USA, 3–6 6–3 7–6.[2]
  - Final herrdubbel: Feliciano López och Fernando Verdasco–Wayne Arthurs och Paul Hanley, 6–4 6–4
- 21 november – Roger Federer, Schweiz, vinner  Tennis Masters Cup för herrar i Frankfurt am Main genom att finalslå Lleyton Hewitt, Australien, med 2–0 i set.[2]
- 28 november – Ryssland vinner Fed Cup genom att finalbesegra Frankrike med 3–2 i Moskva.[74]
- 5 december – Spanien vinner Davis Cup genom att finalbesegra USA med 3–2 i Sevilla.[75]

### Terränglöpning
- 25 september – Mustafa Mohamed, Hälle IF, vinner Lidingöloppet M30 och Lena Gavelin, Trångsvikens IF vinner K30. [1]

### Triathlon
- 20 juni – Björn Andersson, Trollhättan, vinner SM i triathlon
- 20 juni – Lisa Nordén, Kristianstad, vinner SM i triathlon

### Volleyboll
- 18 april – Örkelljunga VK blir svenska herrmästare.
- 28 augusti – Kina vinner den olympiska damturneringen i Aten genom att finalbesegra Ryssland med 3–2.[76]
- 29 augusti – Brasilien vinner den olympiska herrturneringen i Aten genom att finalbesegra Italien med 3–1.[77]

## Avlidna

### Första kvartalet
- 6 januari – Ulf Isaksson, svensk tidigare ishockeyspelare i AIK
- 23 januari – Lennart Strand, svensk medeldistanslöpare
- 25 januari
  - Miklós Fehér, 24, ungersk fotbollsspelare.[1]
  - Leonidas, brasiliansk fotbollsspelare
- 11 februari – Raimonds Jumikis, 23, lettisk basketspelare.[1]
- 14 februari – Marco Pantani, italiensk proffscyklist
- 14 februari – Johan Sermon, belgisk proffscyklist
- 21 februari – John Charles, walesisk fotbollsspelare
- 21 februari – Stig Svensson, legendarisk ledare i Östers IF
- 29 februari – Alexander Beresch, ukrainsk gymnast
- 29 februari – Dany Ortiz, guatemalansk landslagsmålvakt i fotboll
- 30 mars – Robert Dados, polsk speedwayförare i Indianerna, Kumla

### Andra kvartalet
- 23 april – Pat Tillman, amerikansk soldat, f.d. NFL-spelare
- 26 april – Hasse Thomsén, svensk boxare
- 10 maj – Orvar Bergmark, fotbollsspelare och bandyspelare
- 14 maj – Arto Rautiainen, svensk orienterare
- 29 maj – Rafal Kurmanski, polsk speedwayförare i Kaparna, Göteborg
- 14 juni – Fatulla Guseinov, azerbajdzjansk vice fotbollsordförande

### Tredje kvartalet
- 8 juli – Sven Thunman, f.d. ishockeyspelare i Södertälje SK.
- 9 juli – John Walton, sportchef Minardi.
- 26 juli – Legolas, 26, svensk travhäst.
- 6 augusti – Walter Jagbrant, svensk bandyprofil.
- 11 augusti – Bjarne Andersson, svensk skidlöpare och långdistanslöpare.[1]
- 16 augusti – Ivan Hlinka, tjeckisk ishockeyspelare, förbundskapten i ishockey.
- 8 september – Bror Mellberg, svensk fotbollsspelare.
- 19 september – Line Østvold, 25, norsk snowboardåkare.[1]
- 20 september – Brian Clough, engelsk fotbollsspelare och manager.

### Fjärde kvartalet
- 3 oktober – John Cerutti, f.d. spelare i Toronto Blue Jays, TV-kommentator.
- 5 oktober – Cleonicio dos Santos Silva, brasiliansk fotbollsspelare (mördad).
- 6 oktober – Johnny A Kelley, amerikansk löparlegend.
- 3 november – Sergei Zholtok, 32, lettisk ishockeyspelare.[2]
- 6 november – Claudinei Resende, brasiliansk fotbollsspelare (mördad).
- 9 november – Emlyn Hughes, engelsk fotbollsspelare.
- 17 november
  - Mikael Ljungberg, svensk brottare (självmord).
  - Aleksandr Ragulin, sovjetisk ishockeyspelare.
- 27 november – Gunder Hägg, svensk löparlegend.
- 7 december – Carlos Meza, colombiansk boxare.
- 11 december – José Luis Cuciuffo, argentinsk fotbollsspelare.
- 19 december – Abdul Tebazalwa, ugandisk boxare.
- 27 december – Kenneth Rosén, tränare i Gefle IF.

### Fotnoter
1. 1 2 3 4 5 6 7 8 9 10 11 12 13 14 15 16 17 18 19 20 21 22 23 24 25 26 27 28 29 30 31 32 33 34 35 36 37 38 39 40 41 42 43 44 45 46 47 48   När var hur 2005. DN
2. 1 2 3 4 5 6 7 8 9 10 11 12 13 14 15 16 17 18 19 20 21   När var hur 2006. DN
3. ↑  ”World Championship 2003/04”. Bandysidan. http://www.bandysidan.nu/event.php?EVID=5. Läst 20 augusti 2011.
4. ↑  ”World Championships Women 2003/04”. Bandysidan. http://www.bandysidan.nu/event.php?EVID=107. Läst 20 augusti 2011.
5. ↑  Erik Jonsson (20 mars 2004). ”2000–2009”. Svenska Bandyförbundet. https://www.svenskbandy.se/BANDYFINALEN/HISTORIK/Svenskamastare/Damer/2000-2009/. Läst 19 mars 2020.
6. ↑  Jimmy Andersson. ”Damallsvenskan och slutspel 03/04”. Jimbo Bandy. Arkiverad från originalet den 3 april 2016. https://web.archive.org/web/20160403164337/http://www.jimbobandy.nu/2000/04_damallsvenskan.html. Läst 20 augusti 2011.
7. ↑  Erik Jonsson (21 mars 2004). ”2000–2009”. Svenska Bandyförbundet. https://www.svenskbandy.se/BANDYFINALEN/HISTORIK/Svenskamastare/Herrar/2000-2009/. Läst 19 mars 2020.
8. ↑  Jimmy Andersson. ”Slutspelet 2003/04”. Jimbo Bandy. Arkiverad från originalet den 3 april 2016. https://web.archive.org/web/20160403153500/http://www.jimbobandy.nu/2000/04_slut.html. Läst 20 augusti 2011.
9. ↑  ”Tord Grip hejade fram Edsbyn i London” (på svenska). Dagens Nyheter. 27 mars 2004. https://www.dn.se/sport/tord-grip-hejade-fram-edsbyn-i-london/. Läst 1 september 2011.
10. ↑  Christoffer Million (23 mars 2014). ”Edsbyn till England” (på svenska). Bandypuls. https://www.bandypuls.se/artikel/edsbyn-till-england-och-granberg-slutar.
11. ↑  ”Olympic” (på engelska). Federation of International Bandy. Arkiverad från originalet den 3 oktober 2009. https://web.archive.org/web/20091003055143/http://www.internationalbandy.com/viewNavMenu.do?menuID=4. Läst 2 september 2011.
12. ↑  ”World Cup 2004”. Bandysidan. http://www.bandysidan.nu/event.php?EVID=1. Läst 20 augusti 2011.
13. ↑  ”2004 World Series” (på engelska). Baseball-Reference.com. http://www.baseball-reference.com/postseason/2004_WS.shtml. Läst 25 juni 2015.
14. ↑  ”World Series Winners and Postseason History” (på engelska). Baseball-Reference.com. http://www.baseball-reference.com/postseason. Läst 25 juni 2015.
15. ↑  ”Basketball Reference”. http://www.basketball-reference.com/leagues/NBA_2004_games.html. Läst 25 augusti 2011.
16. ↑  ”Sport Statistics”. Arkiverad från originalet den 25 maj 2012. https://web.archive.org/web/20120525130003/http://www.todor66.com/basketball/Olympic/Men_2004.html. Läst 23 augusti 2011.
17. ↑  ”Sport Statistics”. Arkiverad från originalet den 25 maj 2012. https://web.archive.org/web/20120525161650/http://www.todor66.com/basketball/Olympic/Women_2004.html. Läst 23 augusti 2011.
18. ↑  ”African Nations Cup 2004” (på engelska). RSSSF. http://www.rsssf.com/tables/04a.html. Läst 16 augusti 2011.
19. ↑  ”San Marino - International Results” (på engelska). RSSSF. http://www.rsssf.com/tabless/sanm-intres.html. Läst 23 mars 2020.
20. ↑  ”Sydafrika fick fotbolls-VM 2010” (på svenska). Svenska Dagbladet. 15 maj 2004. https://www.svd.se/sydafrika-fick-fotbolls-vm-2010. Läst 23 mars 2020.
21. ↑  ”England 2003/04” (på engelska). RSSF. http://www.rsssf.com/tablese/eng04.html. Läst 22 mars 2020.
22. ↑  ”Turkey 2003/04” (på engelska). RSSSF. http://www.rsssf.com/tablest/tur04.html. Läst 23 mars 2020.
23. ↑  ”Italy 2003/04” (på engelska). RSSSF. http://www.rsssf.com/tablesi/ital04.html. Läst 16 augusti 2011.
24. ↑  ”Netherlands 2003/04 - Full Details” (på engelska). RSSSF. http://www.rsssf.com/tablesn/ned04det.html. Läst 23 mars 2020.
25. 1 2  ”UEFA European Competitions 2003-04” (på engelska). RSSSF. http://www.rsssf.com/ec/ec200304.html. Läst 16 augusti 2011.
26. ↑  ”England FA Challenge Cup 2003-2004” (på engelska). RSSSF. http://www.rsssf.com/tablese/engcup01.html. Läst 19 augusti 2012.
27. ↑  ”France 2003/04” (på engelska). RSSSF. http://www.rsssf.com/tablesf/fran04.html. Läst 23 mars 2020.
28. ↑  ”Germany 2003/04” (på engelska). RSSSF. http://www.rsssf.com/tablesd/duit04.html. Läst 16 augusti 2011.
29. ↑  ”Spain 2003/04” (på engelska). RSSSF. http://www.rsssf.com/tabless/span04.html. Läst 23 mars 2020.
30. ↑  ”Denmark 2003/04” (på engelska). RSSSF. http://www.rsssf.com/tablesd/den04.html. Läst 16 augusti 2011.
31. ↑  ”UEFA Club Championship (Women) 2003/04” (på engelska). RSSSF. http://www.rsssf.com/ec/ec-wom04.html. Läst 16 augusti 2011.
32. ↑  ”European U-21 Championship 2004” (på engelska). RSSSF. http://www.rsssf.com/tablese/eur-u21-2004.html. Läst 16 augusti 2011.
33. ↑  ”European Championship 2004” (på engelska). RSSSF. http://www.rsssf.com/tables/04e.html. Läst 12 augusti 2011.
34. ↑  ”European Championship 2004 - Details” (på engelska). RSSSF. http://www.rsssf.com/tables/04e-ext.html. Läst 12 augusti 2011.
35. ↑  ”Copa América 2004” (på engelska). RSSSF. http://www.rsssf.com/tables/2004safull.html. Läst 16 augusti 2011.
36. ↑  ”Asian Nations Cup 2004” (på engelska). RSSSF. http://www.rsssf.com/tables/04asch.html. Läst 16 augusti 2011.
37. ↑  ”Games of the XXVIII. Olympiad Women Football Tournament” (på engelska). RSSSF. http://www.rsssf.com/tableso/ol2004f-women.html. Läst 12 augusti 2011.
38. ↑  ”Games of the XXVIII. Olympiad Football Tournament” (på engelska). RSSSF. http://www.rsssf.com/tableso/ol2004f.html. Läst 12 augusti 2011.
39. 1 2  ”Sweden (Women) 2004” (på engelska). RSSSF. http://www.rsssf.com/tablesz/zwed-wom04.html. Läst 16 augusti 2011.
40. ↑  ”Sweden 2004” (på engelska). RSSSF. http://www.rsssf.com/tablesz/zwed04.html. Läst 23 mars 2020.
41. ↑  ”Sweden Cup 2004” (på engelska). RSSSF. http://www.rsssf.com/tablesz/zwedcup04.html. Läst 16 augusti 2011.
42. ↑  Jimmy Lindahl (5 mars 2005). ”Svenska cupen – finalmatcher”. Bolletinen. http://www.bolletinen.se/sfs/pdf/stat_h_allsvens_1941_2005_stat_herr_cupen_finalmatcher.pdf. Läst 21 augusti 2012.
43. ↑  Jimmy Lindahl (5 mars 2005). ”Svenska cupen för damer”. Bolletinen. http://www.bolletinen.se/sfs/pdf/stat_d_lanslag_19981_2005_sv_cup_damer.pdf. Läst 21 augusti 2012.
44. ↑  ”Royal League 2004/05” (på engelska). RSSSF. http://www.rsssf.com/tablesr/royalleague05.html. Läst 16 augusti 2011.
45. ↑  ”2000” (på portugisiska). Sylvesterloppet. Arkiverad från originalet den 1 mars 2014. https://web.archive.org/web/20140301034122/http://www.saosilvestre.com.br/2000. Läst 19 augusti 2012.
46. ↑  ”Boston Marathon”. Arkiverad från originalet den 27 april 2015. https://web.archive.org/web/20150427035419/http://www.baa.org/races/boston-marathon/boston-marathon-history/past-champions/past-mens-open-champions.aspx. Läst 9 april 2011.
47. ↑  ”Boston Marathon”. Arkiverad från originalet den 7 mars 2012. https://web.archive.org/web/20120307073943/http://www.baa.org/races/boston-marathon/boston-marathon-history/past-champions/past-womens-open-champions.aspx. Läst 9 april 2011.
48. ↑  ”Sport Statistics”. Arkiverad från originalet den 19 juni 2011. https://web.archive.org/web/20110619224046/http://todor66.com/handball/Europe/Men_2000.html. Läst 23 augusti 2011.
49. ↑  ”Sport Statistics”. Arkiverad från originalet den 24 augusti 2011. https://web.archive.org/web/20110824163528/http://www.todor66.com/handball/Olympic/Men_2004.html. Läst 23 augusti 2011.
50. ↑  ”Sport Statistics”. Arkiverad från originalet den 24 augusti 2011. https://web.archive.org/web/20110824165721/http://www.todor66.com/handball/Olympic/Women_2004.html. Läst 23 augusti 2011.
51. ↑  ”Sport Statistics”. Arkiverad från originalet den 24 augusti 2011. https://web.archive.org/web/20110824170922/http://www.todor66.com/handball/World_Cup/Men_2004.html. Läst 23 augusti 2011.
52. ↑  ”Sport Statistics”. Arkiverad från originalet den 24 augusti 2011. https://web.archive.org/web/20110824155000/http://www.todor66.com/handball/Europe/Women_2004.html. Läst 23 augusti 2011.
53. ↑  ”SM-slutspel herrar 2003/04”. Svenska Innebandyförbundet. Arkiverad från originalet den 15 december 2011. https://web.archive.org/web/20111215211317/http://www.innebandy.se/sv/StatistikHistorik/Statistik-och-rekord-herrar-elit/SM-slutspel-genom-tiderna-herrar1/200304/. Läst 22 augusti 2011.
54. ↑  ”SM-slutspel herrar 2003/04”. Svenska Innebandyförbundet. Arkiverad från originalet den 15 december 2011. https://web.archive.org/web/20111215202714/http://www.innebandy.se/sv/StatistikHistorik/Statistik-och-rekord-damer-elit/SM-slutspel-genom-tiderna-damer1/200304/. Läst 22 augusti 2011.
55. ↑  ”Datum i innebandyhistorien”. Arkiverad från originalet den 15 maj 2021. https://web.archive.org/web/20210515132333/https://epiadmin.innebandy.se/sv/StatistikHistorik/Datum-i-innebandyhistorien/. Läst 22 augusti 2011.
56. ↑  ”Championnat du monde 2004 des moins de 20 ans” (på franska). Hockeyarchives. 4 januari 2004. https://www.hockeyarchives.info/U-20_2004.htm. Läst 15 augusti 2011.
57. ↑  Patrik Thornéus (2 februari 2004). ”Min kropp sa stopp” (på svenska). Sportbladet. https://www.aftonbladet.se/sportbladet/hockey/a/G1Mq9q/min-kropp-sa-stopp. Läst 17 mars 2020.
58. ↑  ”Championnat de Suède féminin 2003/2004” (på franska). Hockey Archives. 14 mars 2004. https://www.hockeyarchives.info/Suefem2004.htm. Läst 15 augusti 2011.
59. ↑  ”Championnats du monde féminins 2004” (på franska). Hockey Archives. 4 april 2004. https://www.hockeyarchives.info/mondefem2004.htm. Läst 15 augusti 2011.
60. 1 2  ”Championnat de Suède 2003/04” (på franska). Hockey Archives. 1 april 2004. https://www.hockeyarchives.info/Suede2004.htm. Läst 15 augusti 2011.
61. ↑  ”Championnat de Finlande 2003/04” (på franska). Hockey Archives. 11 april 2004. https://www.hockeyarchives.info/Finlande2004.htm. Läst 15 augusti 2011.
62. ↑  ”Championnats du monde 2004” (på franska). Hockeyarchives. 9 maj 2004. https://www.hockeyarchives.info/mondial2004.htm. Läst 15 augusti 2011.
63. ↑  Janne Bengtsson (4 juni 2004). ”AIK tvingas ned i division 1” (på svenska). Svenska Dagbladet. https://www.svd.se/aik-tvingas-ned-i-division-ett. Läst 17 mars 2020.
64. ↑  ”NHL 2003/04” (på franska). Hockey Archives. 8 juni 2004. https://www.hockeyarchives.info/NHL2004.htm. Läst 15 augusti 2011.
65. ↑  ”Presentation av Anders Larsson ny ordförande för Svenska Ishockeyförbundet”. Svenska Ishockeyförbundet. 17 juni 2015. https://www.swehockey.se/Nyheter/nyheterfransvenskaishockeyforbundet/2015/Juni2015/PresentationavAndersLarssonnyordforandeforSvenskaIshockeyforbundet. Läst 17 mars 2020.
66. ↑  ”Coupe du monde 2004” (på franska). Hockey Archives. 14 september 2004. https://www.hockeyarchives.info/Coupedumonde2004.htm. Läst 15 augusti 2011.
67. ↑  ”Hardy Nilsson får sparken” (på svenska). Helsingborgs Dagblad. 23 september 2004. https://www.hd.se/2004-09-23/hardy-nilsson-far-sparken. Läst 17 mars 2020.
68. ↑  ”TV-pucken 2004”. Svenska Ishockeyförbundet. 26 september 2004. https://www.swehockey.se/globalassets/svenska-ishockeyforbundet/tavling/tv-puckens-historik/tv-pucken_2004-2005.pdf. Läst 17 mars 2020.
69. ↑  ”Matches internationaux 2004/05” (på franska). Hockey Archives. 14 november 2004. https://www.hockeyarchives.info/inter2005.htm. Läst 15 augusti 2011.
70. ↑  ”Curt Lindström tränar Ilves” (på svenska). Svenska Yle. 15 november 2004. https://svenska.yle.fi/artikel/2004/11/15/curt-lindstrom-tranar-ilves. Läst 17 mars 2020.
71. ↑  ”Historiska segrare”. Vasaloppet. Arkiverad från originalet den 22 mars 2020. https://web.archive.org/web/20200322121012/https://www.vasaloppet.se/wp-content/uploads/sites/1/2019/09/historiska_segrare_vasaloppet_sve_2019-09-18.pdf. Läst 5 september 2011.
72. ↑  ”World Orienteering Championships 2004” (på engelska). Arkiverad från originalet den 20 september 2012. https://web.archive.org/web/20120920083957/http://orienteering.org/events/?event_id=35. Läst 20 augusti 2012.
73. ↑  ”World Ski Orienteering Championships 2004” (på engelska). http://orienteering.org/events/?event_id=128. Läst 9 september 2012.
74. ↑  ”Fed Cup”. Arkiverad från originalet den 24 april 2011. https://web.archive.org/web/20110424031126/http://www.fedcup.com/en/results/tie/details.aspx?tieId=100005366. Läst 21 augusti 2011.
75. ↑  ”Davis Cup”. http://www.daviscup.com/en/results/tie/details.aspx?tieId=100004816. Läst 20 augusti 2011.
76. ↑  ”Sport Statistics”. Arkiverad från originalet den 20 januari 2012. https://web.archive.org/web/20120120190247/http://todor66.com/volleyball/Olympics/Women_2004.html. Läst 24 augusti 2011.
77. ↑  ”Sport Statistics”. Arkiverad från originalet den 1 maj 2011. https://web.archive.org/web/20110501223723/http://www.todor66.com/volleyball/Olympics/Men_2004.html. Läst 24 augusti 2011.